# Bandera de Santa Llogaia d'Àlguema
La bandera oficial de Santa Llogaia d'Àlguema (Alt Empordà) té la següent descripció:
Bandera de drap de color groc, de proporcions 2 a 3 entre la llargada i l'amplada, que durà al seu centre geomètric la creu de l'escut municipal, vermella amb raigs blaus; les dimensions màximes de la creu seran 7/9 de l'amplada de la bandera.
Va ser aprovada en el Ple de l'Ajuntament el 14 de desembre de 1989 i publicada en el DOGC el 12 de gener de l'any següent amb el número 1241.